# Louisville Open 1970 - Doppio
Il doppio del torneo di tennis Louisville Open 1970, facente parte della categoria Grand Prix, ha avuto come vincitori John Newcombe e Tony Roche che hanno battuto in finale Roy Emerson e Rod Laver 8-6, 5-7, 6-4.

## Tabellone

### Legenda
| - Q = Qualificato - WC = Wild card - LL = Lucky loser | - ALT = Alternate - SE = Special Exempt - PR = Protected Ranking | - w/o = Walkover - r = Ritirato - d = Squalificato |

|  | Quarti di finale             | Quarti di finale             | Quarti di finale             | Quarti di finale | Quarti di finale |  |  | Semifinali               | Semifinali               | Semifinali               | Semifinali            | Semifinali |   |   | Finale                   | Finale                   | Finale | Finale | Finale |  |
|  |                              |                              |                              |                  |                  |  |  |                          |                          |                          |                       |            |   |   |                          |                          |        |        |        |  |
|  | John Newcombe Tony Roche     | John Newcombe Tony Roche     | 6                            | 3                | 6                |  |  |                          |                          |                          |                       |            |   |   |                          |                          |        |        |        |  |
|  | Cliff Drysdale Ron Holmberg  | Cliff Drysdale Ron Holmberg  | 3                            | 6                | 3                |  |  | John Newcombe Tony Roche | John Newcombe Tony Roche | 8                        | 3                     | 6          |   |   |                          |                          |        |        |        |  |
|  | Mark Cox Graham Stilwell     | Mark Cox Graham Stilwell     | Mark Cox Graham Stilwell     | 7                | 6                |  |  | Mark Cox Graham Stilwell | Mark Cox Graham Stilwell | 6                        | 6                     | 4          |   |   |                          |                          |        |        |        |  |
|  | Bob Lutz Dennis Ralston      | Bob Lutz Dennis Ralston      | Bob Lutz Dennis Ralston      | 5                | 1                |  |  |                          |                          |                          |                       |            |   |   | John Newcombe Tony Roche | John Newcombe Tony Roche | 8      | 5      | 6      |  |
|  | Roy Emerson Rod Laver        | Roy Emerson Rod Laver        | 6                            | 3                | 6                |  |  |                          |                          | Roy Emerson Rod Laver    | Roy Emerson Rod Laver | 6          | 7 | 4 |                          |                          |        |        |        |  |
|  | Ismail El Shafei Ray Moore   | Ismail El Shafei Ray Moore   | 0                            | 6                | 3                |  |  | Roy Emerson Rod Laver    | Roy Emerson Rod Laver    | Roy Emerson Rod Laver    | 7                     | 6          |   |   |                          |                          |        |        |        |  |
|  | Ken Rosewall Fred Stolle     | Ken Rosewall Fred Stolle     | Ken Rosewall Fred Stolle     | 6                | 6                |  |  | Ken Rosewall Fred Stolle | Ken Rosewall Fred Stolle | Ken Rosewall Fred Stolle | 5                     | 3          |   |   |                          |                          |        |        |        |  |
|  | Pierre Barthes Andrés Gimeno | Pierre Barthes Andrés Gimeno | Pierre Barthes Andrés Gimeno | 1                | 2                |  |  |                          |                          |                          |                       |            |   |   |                          |                          |        |        |        |  |